# Выборы губернатора Костромской области (2025)
Выборы губернатора состоятся в Костромской области в период с 12 по 14 сентября 2025 года в единый день голосования, одновременно с выборами Костромской областной Думы 8 созыва и выборами Думы города Костромы 8 созыва.
Губернатор избирается на 5 лет. На тот же срок избранный губернатор назначает членом Совета Федерации одного из трёх протеже, заявленных при выдвижении.
На 1 января 2025 года в области было зарегистрировано 498 001 избирателей, из которых около 42,5 % (211 469 избирателей) в Костроме. Выборы признаются состоявшимися при любой явке, так как порог явки не установлен.

## Предшествующие события
С 13 апреля 2012 года должность губернатора занимает Сергей Ситников. Президент Дмитрий Медведев назначил его временно исполняющим обязанности губернатора после отставки Игоря Слюняева, а вскоре внёс в Костромскую областную думу кандидатуру Ситникова для утверждения. На тот момент в России главы субъектов наделялись полномочиями по представлению президента России, который выбирал кандидата из трёх кандидатур, представленных ему партией, имеющей большинство в региональном парламенте. Так Ситников был заявлен «Единой Россией» в списке кандидатов, выбран президентом Медведевым и 28 апреля утверждён депутатами Костромской областной думы единогласно. Ситников был наделён полномочиями губернатора Костромской области на пятилетний срок, в тот же день вступив в должность.
В мае 2012 года по инициативе Дмитрия Медведева, президентский срок которого истекал, был принят федеральный закон, предусматривающий возвращение прямых выборов глав регионов. Закон вступил в силу 1 июня 2012 года.
15 мая 2015 года Ситников досрочно подал в отставку, хотя его полномочия действовали до апреля 2017 года. При этом попросил у президента Путина разрешения баллотироваться вновь, на выборах в сентябре 2015 года (в иных случаях закон это запрещает). Путин разрешение дал и при этом назначил Ситникова врио губернатора до вступления в должность избранного на выборах.. В июне 2015 года президент России Владимир Путин подписал закон, установивший ограничение срока правления для глав регионов не более двух сроков подряд. При этом отсчёт всех сроков начинается с 2012 года, когда были возвращены прямые выборы губернаторов. Предыдущие сроки таким образом обнулились. Это дало Ситникову возможность избираться в 2015 году и в 2020 году.
На состоявшихся 13 сентября 2015 года выборах Ситников выдвинутый «Единой Россией», победил в первом туре, набрав 65,62 % голосов при явке избирателей 35 %. Он вступил в должность 15 октября 2015 года на срок 5 лет.
В 2022 году Госдума приняла закон, снявший запрет для губернаторов избираться более двух сроков подряд. Конкретное число губернаторских сроков должны определять заксобрания регионов. При этом в уставе Костромской области такого ограничения не было изначально.

## Организация выборов
Избирательная комиссия Костромской области состоит из 14 членов с правом решающего голоса и 6 членов с правом совещательного голоса. Действующий состав сформирован в декабре 2021 года на 5 лет (2021—2026). Из 14 членов комиссии половину назначил губернатор Сергей Ситников, половину — депутаты Костромской областной думы. Должность председателя с декабря 2021 года занимает Марина Ерофеева.

### Ключевые даты
- в начале июня Костромская областная дума назначит выборы на 14 сентября 2025 года — единый день голосования (за 100—90 дней до дня голосования).
- избирательная комиссия публикует календарный план мероприятий по подготовке и проведению выборов; определит число лиц, чьи подписи необходимо собрать кандидатом, а также числа муниципальных образований. Также комиссия может увеличить количество дней голосования. В феврале 2025 года председатели избирательных комиссий Костромы заявили, что выборы депутатов Думы города Костромы будут проводиться в течение трёх дней, 12, 13, и 14 сентября 2025 года[10].
- в июне — период выдвижения кандидатов (20 дней, отсчёт начинается со следующего дня после назначения выборов)
- агитационный период начинается со дня выдвижения кандидата и прекращается за одни сутки до дня голосования. Сбор подписей муниципальных депутатов для регистрации кандидата начинается после представления в избирательную комиссию заявления кандидата о согласии баллотироваться.
- конец июня - начало июля (21—30 дней со дня публикации решения о назначении выборов) — представление документов для регистрации кандидатов; к заявлениям должны прилагаться листы с подписями в поддержку кандидата и список из трёх кандидатов на должность члена Совета Федерации
- решение избирательной комиссии о регистрации кандидата — в течение 10 дней со дня подачи документов в избирком
- с 16 августа по 12 сентября — период агитации в СМИ (начинается за 28 дней до дня голосования)
- 13 сентября — «день тишины»
- 14 сентября — день голосования

## Выдвижение и регистрация кандидатов
Действующей редакцией закона «О выборах губернатора Костромской области» установлено, что кандидаты могут выдвигаться политическими партиями, имеющими право участвовать в выборах. Самовыдвижение не предусмотрено. Решение о выдвижение должно быть принято на съезде партии либо конференции её регионального отделения.
Каждый кандидат при регистрации должен представить список из трёх человек, один из которых, в случае избрания кандидата, будет назначен представителем правительства региона в Совете Федерации.

### Муниципальный фильтр
В Костромской области кандидаты должны собрать подписи 8% муниципальных депутатов и избранных глав муниципальных образований. Среди них должно быть 8 % подписей депутатов районных советов и городских округов и избранных глав районов и городских округов, собранные не менее чем в трёх четвертях районов и городских округов.
В 2020 году требовалось минимум 114 подписей депутатов и избранных глав муниципалитетов. Среди них должно быть минимум 45 подписей депутатов и избранных глав районов и городских округов, собранных не менее чем 22 районах и городских округах из 29 имеющихся.
|                                                              | Количество | Доля | Муниципальные образования                                                                                      | Территориальные требования                 |
| ------------------------------------------------------------ | ---------- | ---- | --- | ------------------------------------------ |
| Депутаты и (или) избранные главы муниципальных образований   | ~114       | 8 %  | 6 городских округов, 4 муниципальных округа, 19 муниципальных районов, городские поселения, сельские поселения | —                                          |
| Депутаты и (или) избранные главы районов и городских округов | ~45        | 8 %  | 6 городских округов, 4 муниципальных округа, 19 муниципальных районов                                          | 22 административные единицы второго уровня |

## Кандидаты
| Кандидат | Кандидат                       | Деятельность/должность (на момент выдвижения)                                       | Субъект выдвижения                | Статус          | Кандидаты в Совет Федерации |
| -------- | ------------------------------ | ----------------------------------------------------------------------------------- | --------------------------------- | --------------- | --- |
|          | Юрий Петрович Кудрявцев        | начальник отдела по делам архивов департамента культуры Костромской области         | Партия пенсионеров                | зарегистрирован | - Антон Громов, индивидуальный предприниматель - Любовь Зимовец, пенсионер - Юрий Шестаков, депутат Костромской областной Думы |
|          | Юрий Алексеевич Миндолин       | депутат городской думы Волгореченска                                                | ЛДПР                              | зарегистрирован | - Алексей Бердышев, начальник хозяйственной службы ОГБУ «Областная телерадиокомпания „Русь“» - Наталья Калембрик, помощник депутата Государственной думы РФ Владимира Сипягина по работе в Костромской области - Руслан Фёдоров, руководитель Костромского регионального отделения ЛДПР, депутат Костромской областной Думы |
|          | Сергей Константинович Ситников | действующий губернатор Костромской области                                          | «Единая Россия»                   | зарегистрирован | - Николай Журавлёв, действующий сенатор от Костромской области - Алексей Исаков, депутат Костромской областной Думы, генеральный директор АО «Газпром газораспределение Кострома» - Наталья Пашканова, директор МБОУ «Средняя общеобразовательная школа № 1» г. Костромы                                                    |
|          | Николай Владимирович Цвиль     | депутат Костромской областной думы                                                  | «Справедливая Россия — За правду» | зарегистрирован | - Максим Кириллов, генеральный директор ООО «Мастер—Строй» - Юрий Логинов, индивидуальный предприниматель - Дарья Ушакова, помощник депутата Костромской областной Думы |
|          | Сергей Владимирович Шпотин     | секретарь по организационно-партийной работе Костромского областного отделения КПРФ | КПРФ                              | зарегистрирован | - Валерий Ижицкий, первый секретарь Костромского обкома КПРФ - Иван Сабуров, ведущий специалист в группе по работе с судебными документами в ПАО «Совкомбанк» - Леонид Серов, генеральный директор ООО «Аурусс Голден» |